# Исмаел Ролон
Исмаел Блас Ролон Силверо (на испански: Ismael Blas Rolón Silvero) е парагвайски римокатолически духовник.

## Биография
Той е роден на 24 януари 1914 година в Каасапа. Посветен е в духовен сан през 1941 година, а през 1965 година е назначен за титулярен епископ на Фурнос Майор. През 1967 година става епископ на Каакупе, а през 1970 година – архиепископ на Асунсион. Остава на този пост до 1989 година, когато се оттегля.
Исмаел Ролон умира на 8 юни 2010 година.
1. ↑  rolon //   Посетен на 18 октомври 2020 г.